# Jan Wittelsbach (Pfalz-Neumarkt)
Jan Wittelsbach (ur. 1383 w Neunburg vorm Wald, zm. 14 marca 1443 w Kastl) – palatyn i książę Palatynatu – Neumarkt in der Oberpfalz. Syn króla Niemiec Ruprechta i Elżbiety Hohenzollern.
Według A. Hofmaistera 25 września 1407 ożenił się w Ribe w Danii, z siostrą króla duńskiego Eryka pomorskiego, Katarzyną pomorską (ur. 1390 lub 1391, zm. 1426), córką księcia słupskiego Warcisława VII i Marii meklemburskiej (ur. 1363-1367, zm. 1402-1403). Para miała siedmioro dzieci, z których tylko jedno dożyło okresu dorosłego. Byli nimi:
- Małgorzata (ur. 1408, zm. ?),
- Adolf (ur. 1409, zm. 1409),
- Otton (ur. 1410, zm. ?),
- Jan II (ur. 1411, zm. ?),
- Fryderyk (ur. 1412, zm. ?),
- Jan III (ur. wrzesień 1413, zm. 1413),
- Krzysztof III Bawarski (ur. 26 lutego 1416, zm. 5 stycznia 1448) – król Danii, Norwegii i Szwecji

Po śmierci jego ojca w 1410 roku Palatynat został podzielony pomiędzy czterech synów Ruprechta. Najstarszy z nich Ludwik otrzymał największą część rodowych ziem, jak również tytuł elektora, oraz zwierzchnictwo nad pozostałymi członkami rodziny. Jan otrzymał część Górnego Palatynatu ze stolicą w Neumarkt in der Oberpfalz. Stefan otrzymał Palatynat–Simmern/Hunsrück–Zweibrücken. Najmłodszy z braci Otto otrzymał tereny Palatynatu-Mosbach.
Jan został sprzymierzeńcem cesarza Zygmunta Luksemburskiego, brał udział w wojnach husyckich. Dowodził wojskami cesarskim w bitwie pod Hiltersried.
Po śmierci pierwszej żony ożenił się ponownie z Beatrycze Wittelsbach (1403-1447), córką księcia Ernesta z Bawarii-Monachium (1373-1438). Para nie doczekała się potomstwa.